# Gnaark
Gnaark est un personnage de fiction ayant l'aspect d'un homme des cavernes. Il a été un personnage dans plusieurs versions des Titans de DC Comics

## Histoire
Gnaark est un homme de Cro-Magnon de 19 ans fasciné par les lumières des cieux. Un soir, une comète heurte la Terre devant lui, projetant un bout de cristal dans sa poitrine provoquant des transformations en lui, sur-développant ses capacités intellectuelles et de compréhension.
Une éruption volcanique terrasse Gnaark. Le joyau de sa poitrine le protège en l'enfermant dans un cube de glace qui devient sa tombe pour plusieurs siècles.
Pendant ce temps, son mental continue de travailler, Gnaark se met à rêver d'un monde meilleur. Il a le don de guérir la maladie et de contrôler les forces de la nature pour le bienfait de toute l'humanité.
Les flashs psychiques de Lilith mettent les Teen Titans sur la route de l'Asie du Sud-Est. Ils trouvent Gnaark dans son cercueil de glace qui communiquait télépathiquement avec Lilith.
Les Titans ramènent Gnaark au laboratoire de la S.T.A.R. qui découvre que Gnaark est sur la voie de la mort.
Une histoire d'amour naît entre Lilith et Gnaark par voie télépathique. Gnaark reste en vie pour une année. Au moment de sa mort le joyau a perdu tous ces pouvoirs.

## Autre média
Gnaark apparaît durant la cinquième saison de la série animée Teen Titans : Les Jeunes Titans, dans l'épisode 58, aux côtés de Kole (pour qui il semble avoir un faible). Il est représenté comme un homme des cavernes très grand et très musclé, avec de longs cheveux noirs, un collier en dents et un simple pagne en peau de bête pour vêtement. Il ne sait dire que son nom (bien que Kole comprenne ce qu'il dit), et est effrayé par les hautes technologies, tels que les prothèses de Cyborg ou les équipements high-tech de Gizmo. Si son intellect n'est pas aussi élevé que dans le comic, il a tout de même montré des moments d'intelligence et d'astuces, essentiels pour survivre en pleine jungle. De plus, il est très agile à l'escalade dans les arbres.
Gnaark et Kole apparaissent tous les deux lorsque les Titans, tombés dans un monde souterrain abritant des créatures de la préhistoire alors qu'ils combattaient le Dr. Light, sont attaqués par des vélociraptors. Gnaark et Kole interviennent tous deux, et battent sans difficultés les dinosaures, sauvant les Titans.
Après cela, ils leur offrent de les inviter à dîner avant de les laisser repartir à la recherche de Light, ce qu'ils acceptent. Durant le repas, cependant, Gnaark, à la fois effrayé par les technologies de Cyborg et jaloux de l'attention que Kole porte aux Titans, finit par quitter la table pour aller bouder dans un coin.
Kole le retrouve rapidement, et tente de le rassurer comme elle peut. Le Docteur Light intervient alors, et, malgré l'interposition de Gnaark, capture Kole sans trop de difficultés afin de l'utiliser comme source sur une de ses machines. Lorsque les Teen Titans, avertis par la lumière provoquée, arrivent, Gnaark consent à les aider à retrouver Kole. Durant le trajet, au cours duquel Gnaark sauve la vie des Titans, Cyborg se réconcilie avec lui.
Terrorisé par les armes lumineuse et hautement technologiques, Gnaark reste d'abord en arrière tandis que les Titans affrontent un Dr Light devenu incroyablement puissant grâce à Kole en tant que source de son pouvoir. Puis, se faufilant derrière, il libère Kole et détruit la machine, privant le vilain de son infinie énergie, tandis que Kole et Starfire détruisent son armure au moment où il allait tuer Robin. Ce dernier, pour les remercier, leur offre un communicateur, faisant d'eux des membres honoraire des Teen Titans. Bien qu'ils acceptent, Kole déclare qu'elle et Gnaark n'en auront sans doute pas besoin, puisqu'ils restent ici, mais la fin de l'épisode révèle qu'elle se trompe : la Confrérie du Mal est hélas mise rapidement au courant grâce au communicateur volé quelques épisodes auparavant, et les localisent...